# Riosucio (kommun)
Riosucio är en kommun i Colombia.   Den ligger i departementet Caldas, i den centrala delen av landet, 210 km nordväst om huvudstaden Bogotá. Antalet invånare är 54 537.